# Traducciones independientes
Las traducciones independientes son traducciones no oficiales de algún contenido creadas por fans (Fan labor), generalmente a idiomas que no están disponibles mediante traducciones oficiales y en algunos casos para corregir traducciones oficiales que sean de pésima calidad.

## Multimedia
Entre los ámbitos de traducciones independientes se incluyen:
- Fansub o fansubtitulación: consiste en subtitular películas, programas de televisión y demás contenido similar. El contenido que más suele subtitularse por fanes es anime.

- Traducción independiente de videojuegos: esta práctica llegó con la invención de los emuladores de videoconsola a finales de los 90. Hoy en día se sigue llevando a cabo con juegos que no se traducen a todos los idiomas o que tienen traducciones pésimas.

- Scanlation o escanducción: es la distribución de cómics, especialmente manga, como imágenes escaneadas y traducidas mediante edición de imagen por fanes. Una alternativa a esto es el arte secuencial que consiste en distribuir solo el texto traducido, para obligar al lector a comprar una copia original.

- La mayoría de traducciones independientes de ficción suelen ser cuentos cortos pero a veces también se llevan a cabo traducciones de novelas completas.